# Stejnopohlavní manželství v Ekvádoru
Stejnopohlavní manželství je v Ekvádoru legální od 12. června 2019, kdy ekvádorský ústavní soud rozhodl, že zákaz stejnopohlavních manželství je nekompatibilní s ekvádorskou ústavou. Ekvádor se stal pátou jihoamerickou zemí, která otevřela institut manželství homosexuálním párům.
Registrované partnerství párů stejného pohlaví bylo v Ekvádoru legalizované v rámci ústavní novely z roku 2008. Homosexuální páry žijící v registrovaném partnerství měly stejná práva a povinnosti jako manželé, vyjma adopce dětí. První registrované partnerství bylo uzavřeno v srpnu 2009.

## Registrované partnerství

Právní aspekty stejnopohlavního soužití v Jižní Americe
Manželství
Státy vázané rozhodnutím IACHR
Registrované partnerství
Neregistrováno
Stejnopohlavní manželství zakázáno
Homosexuální pohlavní styk je nezákonný

Už na začátku 20. století měly heterosexuální páry žijící nejméně dva roky ve společné domácnosti status registrovaného partnerství, které jim poskytovalo určitá práva a povinnosti vyplývající z manželství. Jednalo se o vyvrcholení liberální revoluce bývalého ekvádorského prezidenta Eloye Alfara, která usilovala o oddělení církve od státu.
Během diskuzí o nové ekvádorské ústavě v roce 2008 usilovaly ekvádorské LGBT organizace o rozšíření registrovaného partnerství na homosexuální páry (španělsky: unión de hecho, kečuánsky: kawasankapa tinkunakuyka, šuarsky: tsaniniamuka chikichkijainkiti), v souladu s článkem 68 ekvádorské ústavy. Proti nim stála katolická církev a evangelikálové. Nová ekvádorská ústava deklarovala, že jediný rozdíl mezi heterosexuálními a homosexuálními partnerstvími spočívá v tom, že stejnopohlavním dvojicícm nebude umožněné osvojení dětí, ačkoliv registrovaná partnerství mají stejná adopční práva jako občanské sňatky. Výjimku tedy tvořily stejnopohlavní páry. Sexuální menšiny už měly tou dobou zaručenou ústavní ochranu před diskriminací. Ekvádor se v roce 1998, kdy anti-diskriminační ústavu přijímal, stal jednou z prvních zemí na světě, která tak učinila.
Ekvádorský prezident Rafael Correa vyjádřil registrovanému partnerství párů stejného pohlaví podporu s odvoláním se na programové prohlášení jeho vlády, které zahrnovalo respekt k důstojnosti všech občanů bez ohledu na jejich rasu, třídní postavení a sexuální preference. Dokument deklaroval podporu trvalým partnerským svazkům homosexuálních párů s tím, že manželství zůstane i nadále vyhrazeno pouze pro páry tvořené mužem a ženou, a že každý člověk má právo na ochranu své důstojnosti a osobní identity bez ohledu na jeho/její sexuální orientaci. Propouštění ze zaměstnání kvůli sexuální orientaci bylo jasně odsouzeno a prohlášeno za neústavní.
Nová ekvádorská ústava byla přijatá v referendu, v němž pro ní hlasovalo 69,46 % oprávněných voličů. Oficiálně byla publikovaná 20. října 2008. The first same-sex union was recognised in August 2009.

### Znění článku 68 ekvádorské ústavy
Španělsky: 
| „ | Art. 68.- La unión estable y monogámica entre dos personas libres de vínculo matrimonial que formen un hogar de hecho, por el lapso y bajo las condiciones y circunstancias que señale la ley, generará los mismos derechos y obligaciones que tienen las familias constituidas mediante matrimonio. La adopción corresponderá sólo a parejas de distinto sexo. | “ |

Česky:
| „ | :Trvalé, stabilní, dobrovolné a monogamní svazky dvou osob žijících mimo manželství, které tvoří za splnění příslušných právních podmínek pár žijící ve společné domácnosti, disponují stejnými právy a povinnostmi jako rodiny, které vznikly na základě uzavření manželství. Osvojení je přípustné pouze v případě párů různého pohlaví. | “ |

### Právní účinky
Ačkoliv bylo registrované partnerství legalizováno v rámci nové ekvádorské ústavy z roku 2008, nevyvolávalo až do 15. září 2014, kdy ekvádorské úřady sjednotily svůj přístup k němu, jeho uzavření změnu rodinného stavu. Tři ekvádorská města Quito, Guayaquil a Cuenca nicméně uznávaly registrovaná partnerství jako změnu rodinného stavu už předtím.
21. dubna 2015 přijalo Národní shromáždění v poměru hlasů 89:1 novelu zákona o registrovaném partnerství, která jej začlenila do občanského zákoníku. Součástí návrhu bylo rovněž odstranění povinnosti žít minimálně dva roky ve společné domácnosti. Novelizovaný zákon o registrovaném partnerství podepsal ekvádorský prezident Rafael Correa 19. června 2015.

## Stejnopohlavní manželství
Podle článku 67 nově přijaté ekvádorské ústavy bylo manželství svazkem muže a ženy založeném na svobodné vůli obou stran, které mají vůči sobě stejná práva a povinnosti, a kteří si jsou rovni. Nicméně z rozhodnutí Meziamerického soudu pro lidská práva (Inter-American Court of Human Rights - IACHR) a ekvádorských soudů bylo toto ustanovení změněno tak, aby mohly manželství uzavírat i homosexuální páry.

### Historie
V sérií rozhovorů pro ekvádorský magazín El Universo před všeobecnými volbami 2013 se dva z osmi prezidentských kandidátů vyslovili pro stejnopohlavní manželství: levicový kandidáti Alberto Acosta Espinoza za Vícenárodnostní levou jednotu (Plurinational Unity of the Lefts) a Norman Wray  z hnutí Ruptura 25. Dosluhující ekvádorský prezident Rafael Correa se těchto rozhovorů nezúčastnil. V rozhovoru pro Radio France Internationale v r. 2011 ale Correa řekl, že nepodporuje stejnopohlavní manželství a potraty. Na přímo otázku, zda by vetoval případně schválený zákon odpověděl, že by tak učinil pouze v případě interrupcí, protože je z proti nim z přesvědčení. On 17 February 2013, President Correa was reelected by a wide margin. 23. května 2013 Correa znovupotvrdil svůj nesouhlas s homosexuálními sňatky.
4. března 2015 přijala vláda ekvádorské province Azuay vyhlášku, která umožňovala symbolické svatby homosexuálních párů. The ordinance allowed same-sex couples to register their marriage with the Azuay Provincial Civil Registry, but the marriages were only symbolic, with no legal effect. K prvnímu takovému sňatečnímu obřadu naoko došlo v červnu 2016 v azuayském hlavním městě Cuenca.
Před ekvádorskými všeobecnými volbami 2017 deklaroval prezidentský kandidát Paco Moncayo z Demokratické levice, že je přikloněn celonárodní diskuzi o stejnopohlavním manželství. Volby vyhrál kandidát Lenín Moreno, jehož postoj k této otázce byl neznámý, protože na ní odmítl odpovědět aktivistce Pamele Troyové.

### Snahy o legalizaci

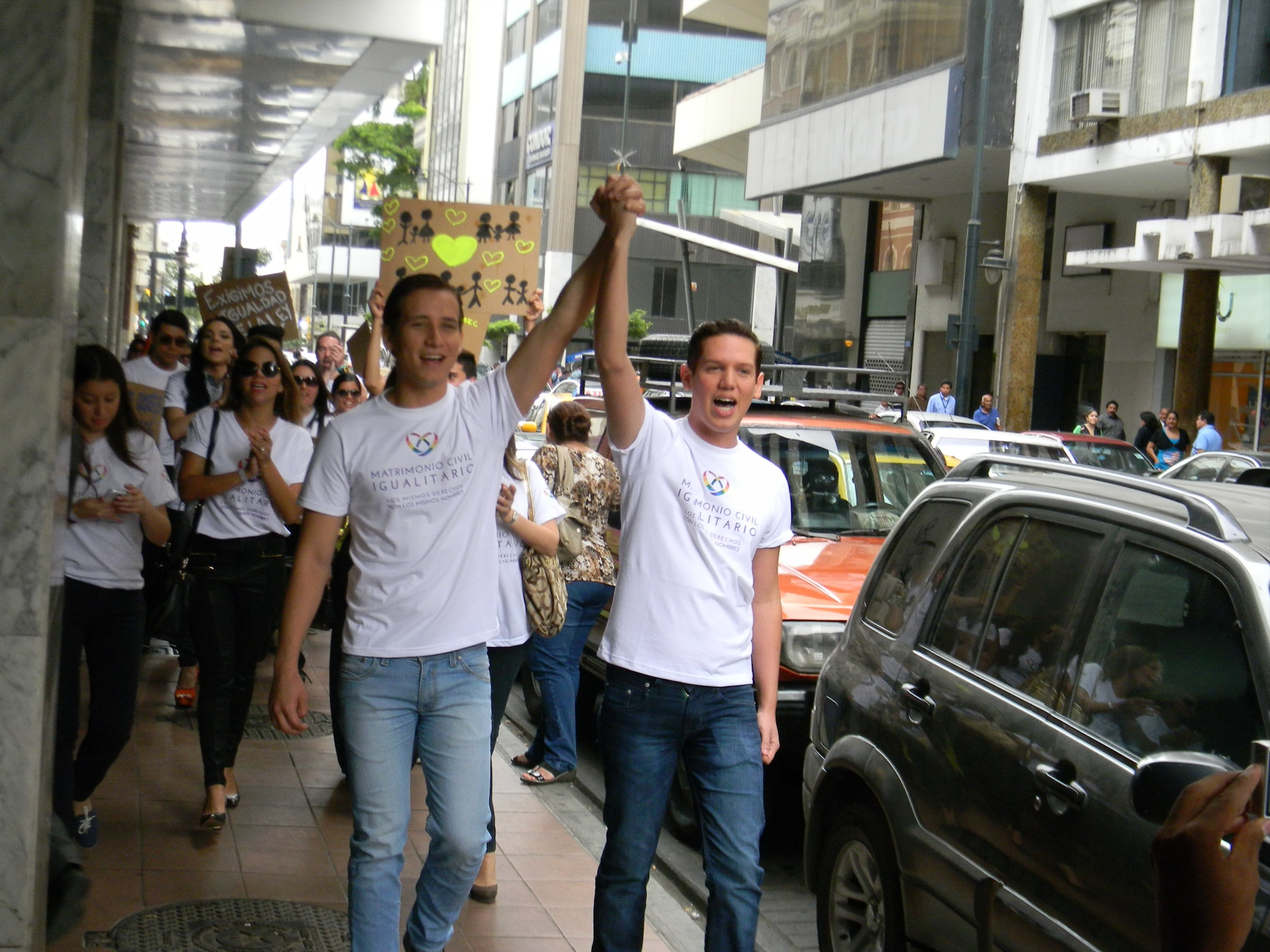
Santiago Vinces a Fernando Saltos na své cestě na guayaquilskou matriku v rámci kampaně "Civilní manželství pro všechny" (Matrimonio Civil Igualitario).

5. srpna 2013 zahájily ekvádorské skupiny za LGBT práva celonárodní kampaň Matrimonio Civil Igualitario ("Civilní manželství pro všechny") s požadavkem na uzákonění homosexuálních sňatků. Žádost o uzavření manželství podala ekvádorská aktivistka Pamela Tryová a její partnerka matričnímu úřadu v Quitu. Jejich požadavek byl zamítnut s odvoláním se na ekvádorskou ústavu a občanský zákoník. Pár se proto 8. srpna začaly s matrikou soudit o právo na uzavření sňatku. K podání žaloby došlo 13. srpna 2013. Obě stěžovatelky se snažily dostat k ekvádorskému ústavnímu soudu, případně IACHR, který už měl tou dobou na stole případ podobného typu Atala Riffová a dcery proti Chile.
26. srpna 2013 si jiný pár podal žádost o uzavření manželství na matriční úřad v Guayaquil. Dotyčný pár Santiago Vinces a Fernando Saltos kráčel ulicemi města za doprovodu ostatních aktivistů a dalších podporovatelů, včetně herečky Ériky Vélezové. O tři dny později odmítl matriční úřad jejich žádosti vyhovět se stejnou argumentací jako v případu viz výše.

#### Rozhodnutí IACHR 2018
8. ledna 2018 rozhodl IACHR, že Americká úmluva o ochraně lidských práv a základních svobod zavazuje k otevření institutu manželství párům stejného pohlaví. První zemí, která toto ratifikovala, se stala Kostarika. K legalizaci homosexuálních sňatků jsou zavázány téměř všechny země Latinské Ameriky a Karibiku, včetně Ekvádoru. Ekvádorské LGBT organizace posléze začaly urgovat ekvádorskou vládu s žádostí o implementaci rozhodnutí, tedy o legalizaci stejnopohlavního manželství. 

#### Červen 2018
Po rozhodnutí IACHR se dva homosexuální páry obrátily na matriční úřad v Cuence s žádostí o vydání manželské licence. Obě žádosti byly zamítnuty a dotyční si podali dvě různé diskriminační žaloby s argumentací, že zákaz stejnopohlavních manželství je diskriminační, neústavní a v rozporu s Americkou úmluvou o lidských právech. 29. června 2018 se dva rodinní soudci postavili na stranu žalujících párů a vyzvali matriku, aby neprodleně umožnila homosexuálním párům uzavření manželství. Ta se proti tomu odvolala. Oběma žalobám se dostalo podpory azuayské provinční vlády. 10. září 2018 zrušila Provinční soudní dvůr rozhodnutí soudu nižší instance s tím, že legalizace stejnopohlavního manželství spadá do kompetencí Národního shromáždění, případně ekvádorského ústavního soudu.

#### Nález ekvádorského ústavního soudu
28. července 2018 řekl prezident ekvádorského ústavního soudu Alfredo Ruiz, že se s velkou pravděpodobností většina ústavních soudců vysloví pro stejnopohlavní manželství.
29. března 2019 se konalo veřejné slyšení, v němž se diskutovalo o tom, zda se rozhodnutí IACHR týká i Ekvádoru, a zda jeho ratifikace vyžaduje, či nikoliv změnu ekvádorské ústavy a dalších souvisejících právních předpisů. Případ si 6. března 2019 převzal ekvádorský ústavní soud na žádost soudců Provinčního soudu Pinchiny, který řešil případ žádosti o manželskou licenci ze strany Efraína Sore a jeho partnera Javiera Benalcázara. Ústavní soud měl na své vyjádření 45denní lhůtu
20. května proběhlo další veřejné slyšení týkající se jiné kauzy stejnopohlavního manželství.
Nález měl být původně vydán 4. června 2009, ale nakonec došlo k prodlení, protože si ústavní soudci nárokovali více času k nálezu společného koncensu kvůli dlouhotrvajícím diskuzím. 12. června 2019 vydal ekvádorský ústavní soud nález, v němž prohlásil zákaz stejnopohlavního manželství za neústavní a v rozporu s mezinárodním právem. Pro hlasovalo 5 ústavních soudců, proti 4. Specifically, the court held that the IACHR January 2018 ruling is fully binding on Ecuador and takes precedence over Ecuadorian domestic law.
Reakce na nález ekvádorského ústavního soudu byly různorodé. Lidskoprávní organizace a LGBT aktivisté jej oslavovali. Christian Paula z Pakta Foundation, který několika homosexuálním párům poskytovat právní poradenství, rozhodnutí uvítal s tím, že se v Ekvádoru ctí princip rovnosti, a to ve větší míře než tomu bylo včera. Ukázalo se, že všichni jsme nositeli stejných lidských právy, a to bez výjimek. Ekvádorští LGBT aktivisté nález uvítali také proto, že v něm viděli jakýsi precedent, který povede k legalizaci stejnopohlavního manželství v dalších latinskomamerických zemích, které přistoupily k Americké úmluvě o lidských právech, ačkoliv jejich ústavy takové sňatky zakazují. Stejný názor vyjádřil i samotný IACHR. Naopak nesouhlas vyjádřili zástupci katolické církve.
14. června byla změněná definice manželství v ekvádorském občanském zákoníku, která spočívala ve vyškrtnutí nutnosti rozdílnosti pohlaví dvou osob, které do něj vstupují. Nález ekvádorského ústavního soudu měl okamžitou účinnost a vztahuje se i na ekvádorské konzuláty a jiné diplomatické úřady po celém světě v případě, že jednou z osob vstupujících do manželství je ekvádorský státní občan.